# Bizony Ákos
Hejőpapi Bizony Ákos (Pest, 1846. november 24. – Miskolc, 1922. július 27.) jogász, országgyűlési képviselő.

## Családja és származása
A régi református nemesi származású hejőpapi Bizony család sarja. Apja hejőpapi Bizony Tamás (1812–1893), ügyvéd, földbirtokos, a miskolci református gimnázium kormányzója, megyei bizottsági tag, miskolci városi képviselő, anyja csík-szentgyörgyi Martonffy Vilma (1818–1888) volt. Az apai nagyszülei hejőpapi Bizony Károly (1783–1862), földbirtokos és benedekfalvi Benedikty Julianna (1789–1835) voltak. Az anyai nagyszülei Martonffy Antal, hevesmegyei alügyész, ügyvéd, földbirtokos és Kenéz Borbála voltak. Az apai nagyapai dédszülei hejőpapi Bizony Sámuel (1744–1805), hejőcsabai református lelkész, és munkácsi Barkassy Zsuzsanna voltak. A nemes Bizony család felmenője nemes Bizony István ónodi lakos 1700. december 19-én Hejőpapira szerzett birtokadományt I. Lipót magyar királytól; ebből a településből vette a család a "hejőpapi" (néhol: "papi") nemesi előnevét.
Bizony Ákos ugyan Pesten született, de egész családja tősgyökeres miskolci. Apja, Bizony Tamás Miskolcon született, de Pesten nyitott ügyvédi irodát, és ekkor született fia is. Miskolcra – miután az ország több pontján is megfordultak – 1862-ben kerültek vissza, ahol az apa főgimnáziumi kormányzó lett, mellette ügyvédként is tevékenykedett. 1876-ban törvényszéki bíró lett, azután Nyitrán is dolgozott. 1893-ban hunyt el Miskolcon, majd a mezőnyéki családi kriptában temették el.

## Házassága
1883. március 3-án Vattán feleségül vette az ősrégi nemesi származású hosszúfalui Hosszúfalussy családból való hosszúfalui Hosszúfalussy Róza (Ábrány, 1848 február 14.–Miskolc, 1932. december 20.) festőművészt, akinek a szülei hosszúfalui Hosszúfalussy Ferdinánd (1804–1873), földbirtokos és mikófalusi Békény Erzsébet (1810–1879) voltak. Bizony Ákosné Hosszúfalussy Rózának az apai nagyszülei hosszúfalusi Hosszufalussy János táblabíró, földbirtokos és szemerei Szemere Erzsébet voltak; az elsőfokú unokatestvérei Hosszúfalussy Gyula (1842–1914) honvédszázados, afrikai utazó, földbirtokos valamint hosszúfalvi Hosszúfalussy Kálmán (1832–1915), földbirtokos, miniszteri titkár.

## Élete
Bizony Ákos a középiskoláit Miskolcon és Késmárkon végezte, a jogi tanulmányait Eperjesen kezdte, majd a fővárosban fejezte be. Közügyvédi és váltóügyvédi vizsgái teljesítése után Miskolcra érkezett jogi gyakorlatra, apja irodájába. Ekkoriban, 1875-ben alakították át a Miskolczi Ügyvéd Egyletet Ügyvédi Kamarává, aminek első elnöke Répászky Alajos, titkára pedig Bizony Ákos lett. Székházuk a Széchenyi utcán állt, a mai 11. szám alatt. 1876-ban önálló ügyvédi irodát nyitott, és ugyanebben az évben a református egyházkerület ügyésze is lett. Miskolc város közéletében széles körű és sokoldalú tevékenységet fejtett ki, sorban került be a város különböző intézményeibe (Miskolci Takarékpénztár, Miskolci Gőztéglagyár stb.), jótékonysági és közhasznú szervezetekbe. 1887-ben lett a kamara elnökhelyettese, 1902-ben pedig elnökké választották.
Ekkor a kamara már átköltözött újonnan épült reprezentatív székházába, a mai Szemere és Kandia utca sarkára. A köztiszteletben álló elnök hét cikluson keresztül töltötte be tisztségét (1902–1922), s mindig egyhangúlag választották újra. A miskolci városvezetés, a kollégák és a tágabb közvélemény is nagyra értékelte Bizony Ákos tevékenységét, Deák nyomán „Miskolc bölcse”-ként beszéltek róla. Halála után az Ügyvédi Kamara Bizony Ákos-serleget alapított tiszteletére, amit 1924-ben Glós Károly, a kamara akkori elnöke avatott fel.
Országos politikai pályafutása 1901-ben kezdődött, amikor Miskolc északi választókerületében (két választókerület volt: a Szinvától északra és attól délre) választották a Függetlenségi és Negyvennyolcas Párt országgyűlési képviselőjévé (Miskolcon igen erős volt a ’48-hoz kötődés). Az 1905-ös választásokon a Bizony Ákos ellenében induló Tisza István miniszterelnök ellenében is győzött (507:398 arányban). Pártján belül is elismerték tekintélyét, a frakcióját „Bizony-párt”-nak nevezték. A Hadik-kormány alakulásakor az igazságügyi tárcát Bizony Ákosnak ajánlották fel, de ezt visszautasította, miként később a házelnöki felkérést is. Az aktív politizálástól 1918-ban, az őszirózsás forradalom után vonult vissza. 1920-ban Bethlen István is felkérte együttműködésre, de ezt is elhárította.
Mivel Bizony Ákosnak és feleségének, Hosszúfalussy Róza festőművésznek saját gyermeke nem volt, örökbe fogadtak egy leánygyermeket (Thuránszky Erzsébet), aki később Meilinger Dezső festőművész felesége lett. Házuk, egy egyemeletes kúria a Werbőczy (ma Dózsa György) utca saroképülete volt. Bizony Ákos ebben a házban hunyt el 1922-ben, és a mezőnyéki családi sírboltban helyezték nyugalomra. Tekintélyes vagyonának főörökösévé nővérének, Hosszúfalussy Gyuláné Bizony Vilmának a fiát, Hosszúfalussy Ákos miskolci m. kir. tüzérőrnagyot tette meg; ezzel a mezőnéyki (ma Nyékládháza) földbirtoka és háza unokaöccse kezébe jutott. 1935-re Nyékládháza földbirtokosai egyike volt hosszúfalui Hosszúfalussy Ákos, aki 228 kh-as földdel rendelkezett. Bizony Ákos egykori miskolci házat a második világháborúban találat érte és lebontották. Felesége – férje hagyatékával együtt – végrendeletileg 10 000 pengőt adományozott a Magyar Tudományos Akadémiának, kép- és műtárgygyűjteményét pedig a Borsod-Miskolci Múzeumnak ajándékozta.

## Emlékezete
Halála után Miskolc város közgyűlése határozatot hozott arról, hogy utcát nevezzenek el róla. A mai Madarász Viktor utca 1949-ig viselte a nevét, jelenleg Hejőcsabán, egy a Pesti úttal párhuzamos utca neve őrzi emlékét. 2011-től Miskolc város egyik kitüntetését (Bizony Ákos Kitüntető Jogi díj) róla nevezték el, és minden év május 11-én, Miskolc város ünnepe keretében adják át. Első kitüntetettje Putnoki Nagy Pál ügyvéd volt.

## Főbb munkái
- Politikai beszéd. Miskolczi Napló, 1904. augusztus 6–7.
- Bizony Ákos beszéde a Kossuth-párthoz csatlakozás alkalmából. Miskolczi Napló, 1909. november 23.
- Bizony Ákos beszámolója. Miskolci Napló, 1912. szeptember 17.
- Bizony Ákos a politikai helyzetről. Miskolci Napló, 1912. október 24.
- Bizony Ákos beszámolója. Miskolci Napló, 1914. június 3.